# Maria Luisa Grohs
Maria Luisa „Mala“ Grohs (* 13. Juni 2001 in Münster) ist eine deutsche Fußballtorhüterin.

## Karriere

### Vereine

#### Jugend und VfL Bochum
Maria Luisa Grohs begann beim 1. FC Gievenbeck – einem Stadtteilverein Münsters – mit dem Fußballspielen. Von 2016 bis 2019 war sie dann für die U-17-Mannschaft des VfL Bochum aktiv; in ihrer ersten Saison kam sie 17 Mal in der B-Juniorinnen-Bundesliga in der Staffel West/Südwest zum Einsatz. Abstiegsbedingt folgten zwei Spielzeiten in der B-Juniorinnen-Regionalliga West. Ab Februar 2019 absolvierte sie für Bochum sechs Einsätzen in der Regionalliga West.

#### FC Bayern München
Nach ihrem Abitur wechselte Grohs zum FC Bayern und spielte ab der Saison 2019/20 vollends im Seniorinnenbereich – für die zweite Mannschaft der Münchnerinnen in der 2. Bundesliga. Ihr Debüt gab sie am 11. August 2019 (1. Spieltag) beim 4:1-Sieg im Heimspiel gegen den 1. FFC Frankfurt II. Am 30. Januar 2021 kam sie im DFB-Pokal-Achtelfinale, beim 13:0-Sieg über den Walddörfer SV, erstmals für die erste Mannschaft zum Einsatz. Ihre Bundesligapremiere hatte sie am 17. April 2021 (17. Spieltag) bei der 2:3-Niederlage im Heimspiel gegen die TSG 1899 Hoffenheim.
In der Saison 2022/23 konnte sie sich als Stammtorhüterin etablieren und verdrängte damit auch die seit September 2022 wieder von ihrem Kreuzbandriss genesene ehemalige Nationaltorhüterin Laura Benkarth. Sie absolvierte alle elf Hinrundenspiele. In der Saison 2022/23 und 2023/24 gewann sie mit Bayern München die Deutsche Meisterschaft. Im DFB-Pokal-Halbfinale in der Saison 2023/24 hielt sie im Elfmeterschießen gegen Eintracht Frankfurt drei Elfmeter am Stück und hatte damit einen großen Anteil am Einzug des FC Bayern München ins Pokalfinale. Am 16. November 2024 gab ihr Verein bekannt, dass Grohs aufgrund der Behandlung eines bösartigen Tumors auf unbestimmte Zeit ausfällt. Ihr Vertrag wurde in diesem Zuge um ein weiteres Jahr bis 2026 verlängert. Mitte Januar 2025 kehrte sie ins Teamtraining zurück. Nach Einsätzen bei Testspielen und in der 2. Mannschaft feierte Grohs am 17. März 2025 beim Champions-League-Viertelfinale gegen Olympique Lyon ihr Comeback in der ersten Mannschaft. Bei der 0:2-Niederlage zeigte sie eine starke Leistung und hielt auch einen Strafstoß.

### Auswahl-/Nationalmannschaft
Grohs bestritt für den Fußball- und Leichtathletik-Verband Westfalen als U-14-Auswahlspielerin 2015 zwei, als U-16-Auswahlspielerin 2017 ein und als U-18-Auswahlspielerin 2017 und 2018 drei Spiele im Länderpokalwettbewerb.
Am 16. Februar 2017 debütierte sie als Nationalspielerin, als sie in Vila Real de Santo António beim 2:1-Sieg über die U16-Nationalmannschaft Portugals das Tor der U16-Nationalmannschaft des DFB hütete. Vier Tage später, an gleicher Stätte, unterlag sie der U-16-Nationalmannschaft der Niederlande mit 0:2. Ihr drittes Länderspiel in dieser Altersklasse bestritt sie am 25. April 2017 im italienischen Villesse beim 2:1-Sieg über die U-16-Nationalmannschaft Belgiens im Rahmen eines Acht-Nationen-Turniers.
In der Altersklasse U-17 kam sie neunmal zu Länderspieleinsätzen, erstmals am 29. November 2017 in Eerikkilä beim 4:1-Sieg über die U-17-Nationalmannschaft Finnlands, letztmals am 7. Oktober 2018 in Ingelheim am Rhein bei der 2:3-Niederlage gegen die zuvor genannte Auswahlmannschaft.
Für die U-19-Nationalmannschaft spielte sie im Zeitraum 30. August 2019 bis 9. März 2020 sechsmal, wobei sie viermal mit ihrer Mannschaft gewann und zweimal verlor.
Im September 2022 wurde sie erstmals in die A-Nationalmannschaft berufen, blieb aber zunächst ohne Einsatz.

## Erfolge
- Deutscher Meister 2021, 2023, 2024, 2025
- DFB-Pokal-Sieger 2025
- DFB-Supercup-Sieger 2024